# CHRISTMAS LIST
「CHRISTMAS LIST」（クリスマス・リスト）は、平原綾香の12枚目のシングル。

## 解説
- 2006年6月13日に日本武道館で開催したツアーファイナルの模様が収録されているライブDVD『LIVE TOUR 2006“4つのL”at日本武道館』との同時リリース。
- リード曲は、自身初のクリスマスソングであり、デイヴィッド・フォスターのクリスマス楽曲、1989年にTV番組「クリスマスカード」でナタリー・コールによって歌唱された曲の日本語詞カバー。ソングタイトルは、初めにカタカナ「クリスマス・リスト」であったが、後で「CHRISTMAS LIST」に変化した。カップリング曲はファーストアルバム『ODYSSEY』の収録曲「mama」のニューストリングスバージョン。
- 「CHRISTMAS LIST」の作詞を担当した吉元由美は、デビュー曲「Jupiter」以来3年ぶりに楽曲を提供した。
- 「CHRISTMAS LIST」は2007年1月31日に発売されたアルバム『そら』に、「mama(Orchestra version)」は2008年2月13日に発売されたベストアルバム『Jupiter〜平原綾香ベスト〜』に収録されている。

## 収録曲
1. CHRISTMAS LIST
  - 原作詞・作曲：David Foster、Linda Thompson／訳詞：吉元由美／編曲：YANAGIMAN、島健
2. mama（Orchestra version）
  - 作詞：平原綾香／作曲：坂本昌之／編曲：篠原敬介
3. CHRISTMAS LIST ～Instrumental～
4. mama（Orchestra version） ～Instrumental～